# أولغا شاري
أولغا شاري (بالأوكرانية: Шарій Ольга Олексіївна) هي صحفية وسياسية ويوتيوبر أوكرانية معارضة ولدت في 25 مارس من عام 1989 في كييف في الاتحاد السوفيتي، وهي زوجة المعارض الأوكراني المعروف أناتولي شاري وتم تصنيفها على أنها من أكثر الأوكرانيات تأثيرًا في العالم عدة مرات.